# Inno Nazionale della Repubblica
Inno Nazionale della Repubblica este titlul Imnului Național al Republicii San Marino.